# Niederländisch-Neuguinea

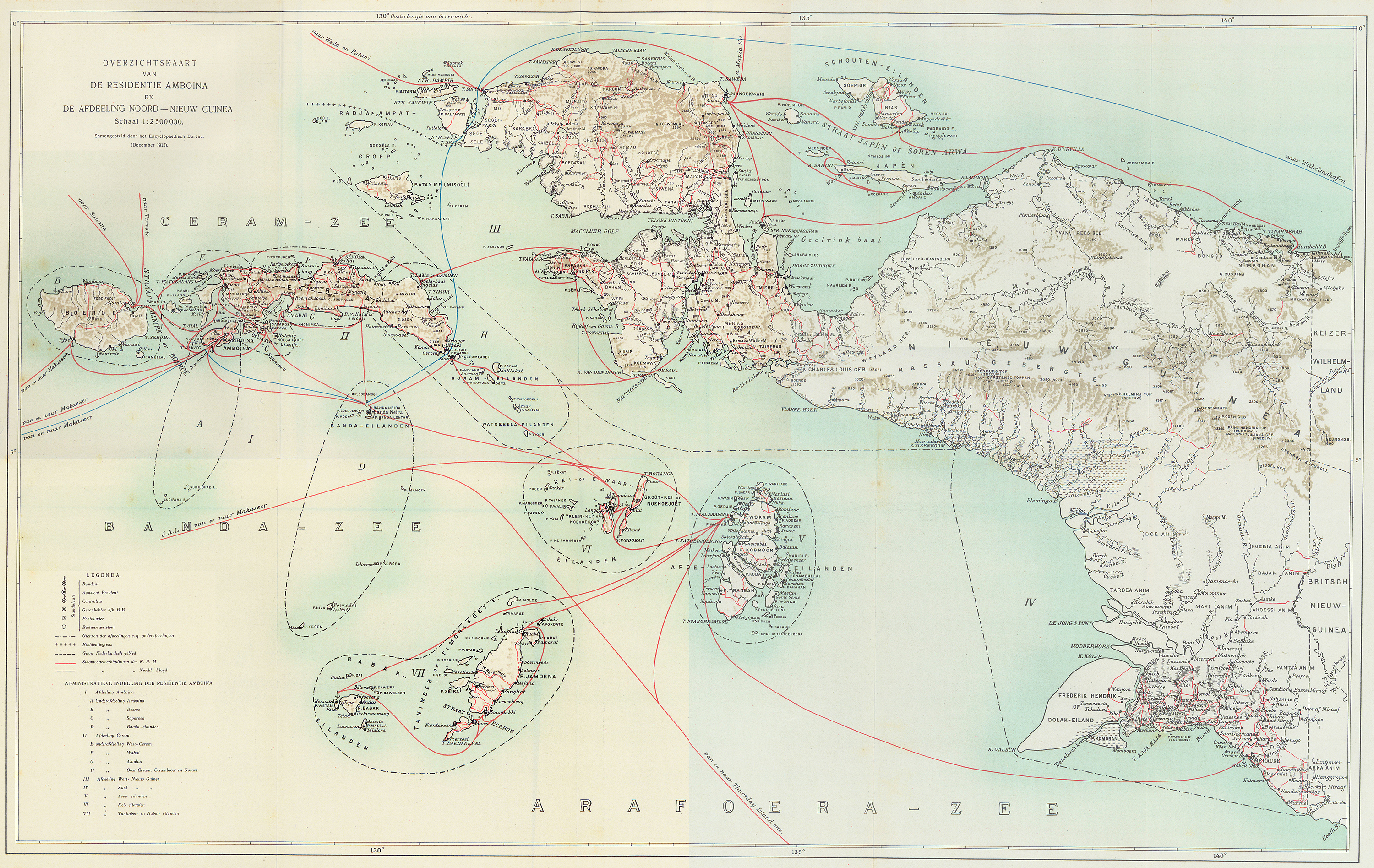
Schiffsverbindungen um Niederländisch-Neuguinea um 1915

Niederländisch-Neuguinea (auch Holländisch-Neuguinea; niederländisch Nederlands Nieuw-Guinea; englisch Netherlands New Guinea oder Dutch New Guinea) war die Bezeichnung für Westneuguinea während der niederländischen Kolonialzeit. Heute gehört es zu Indonesien und ist in die Provinzen Papua und Westpapua aufgeteilt (bis 2003 zusammen unter dem Namen Irian Jaya verwaltet). Im Jahr 1954 hatte Niederländisch-Neuguinea etwa 1 Million Einwohner.
Der Ostteil der Insel war in die Kolonien Britisch-Neuguinea, das 1902 als Territorium Papua unter australische Verwaltung kam, und Deutsch-Neuguinea geteilt. Beide bildeten ab 1949 das australische Territorium Papua und Neuguinea und wurden 1975 als Papua-Neuguinea selbständig.

## Geschichte
Nach einigen Entdeckungs- und Erkundungsfahrten im 17. Jahrhundert versuchte die Niederländische Ostindien-Kompanie (VOC) 1660 zunächst vergeblich, das rohstoffreiche Neuguinea zu besetzen. Im 19. Jahrhundert machten die Niederlande erneut ihre Besitzansprüche auf Neuguinea geltend und nahmen am 24. August 1828 die Region unter ihre Herrschaft. Eine niederländische Siedlung entstand bei Fort Du Bus in der Tritonbucht. Die niederländische Regierung ließ im Laufe der Jahre auch die Verwaltungssitze Fakfak, Manokwari und Merauke errichten. Große Teile des Landesinneren blieben jedoch unerschlossen. 1885 und 1895 erkannten Briten und Deutsche, welche die Osthälfte Neuguineas besetzt hatten (das heutige Papua-Neuguinea), die Zugehörigkeit zu Niederländisch-Ostindien an; die Ostgrenze verlief entlang des 141. Längengrades.
Bis 1949 wurde Niederländisch-Neuguinea als Teil von Niederländisch-Indien von den Niederlanden regiert. Als 1949 Indonesien mit dem Indonesischen Unabhängigkeitskrieg und somit der größte Teil von Niederländisch-Indien unabhängig wurde, behielten die Niederlande die Souveränität über Niederländisch-Neuguinea. Schritte, um es für die Unabhängigkeit als separates Land vorzubereiten, sollten den Niederlanden auch ein verantwortungsvolles Gesicht als Kolonialmacht verschaffen. Am Streit um Neuguinea zerbrach allerdings 1954 die Niederländisch-Indonesische Union. Die niederländische Politik bezüglich des westlichen Teils Neuguineas war vor allem beeinflusst von den politischen Beziehungen zu Indonesien und dem Wunsch, weiterhin regionalen und ökonomischen Einfluss auf die Region ausüben zu können. So wurden z. B. fünftausend Lehrer entsandt. Die Niederlande legten den Schwerpunkt auf politische, geschäftliche und staatsbürgerliche Fähigkeiten. Die ersten lokalen Seekadetten machten 1955 ihren Abschluss und die erste Heeresbrigade war 1956 einsatzfähig.
In ganz Niederländisch-Neuguinea wurden 1959 Wahlen abgehalten und ein gewählter Raad („Rat“) übernahm am 5. April 1961 offiziell den Dienst, die Unabhängigkeit am Ende des Jahrzehnts vorzubereiten. Die Holländer billigten die Wahl einer neuen Nationalhymne durch den Rat und des Morgensterns als die neue Nationalflagge am 1. Dezember 1961.
Indonesien versuchte, das Gebiet durch Landung von Truppen ab dem 18. Dezember 1961 gewaltsam seinem Staatsgebiet einzugliedern. Es folgten Spannungen zwischen indonesischen und niederländischen Streitkräften und das Territorium wurde unter hohem internationalem Druck am 1. Oktober 1962 unter Verwaltung der Vereinten Nationen gestellt und anschließend am 1. Mai 1963 auf Indonesien übertragen. Das Territorium wurde 1969 offiziell von Indonesien annektiert, nachdem vom indonesischen Militär eine umstrittene Abstimmung (Act of Free Choice) durchgeführt worden war.